# 鳥取市営美保球場
鳥取市営美保球場（とっとりしえいみほきゅうじょう）は、鳥取県鳥取市にある野球場。施設は鳥取市が所有し、鳥取市公園スポーツ施設協会が指定管理者として運営管理を行っている。

## 歴史
1982年完成。以来主に高校野球や軟式野球などアマチュア野球の試合が行われている。高校野球に関しては、開設直後の全国高等学校野球選手権鳥取大会の会場となり、以降は主に春・秋の県大会で使用されている。

## 施設概要
- 両翼：92m、中堅：120m
- 内野：クレー舗装、外野：天然芝
- スコアボード：パネル式

## 交通
- 鳥取駅から徒歩20分